# Pradosia surinamensis
Pradosia surinamensis är en tvåhjärtbladig växtart som först beskrevs av Pierre Joseph Eyma, och fick sitt nu gällande namn av Terence Dale Pennington. Pradosia surinamensis ingår i släktet Pradosia och familjen Sapotaceae. Inga underarter finns listade i Catalogue of Life.